# Maddalena Di Meo
Maddalena di Meo, née le 12 septembre 1980 à Vevey (Suisse), est une entrepreneuse suisse, directrice de l’école de premiers secours Firstmed.

## Biographie
Maddalena di Meo naît et grandit à Vevey, dans une famille d'origine italienne.
Elle exerce le métier d'infirmière pendant 18 ans, mais décide de se réorienter à cause d'une frustration dans son métier liée à l'augmentation des charges de travail et la baisse des effectifs. En 2008, elle se lance dans un diplôme au SAWI puis un DAS à la Geneva School of Economics and Management (HEC Genève) en Business Development & Entrepreneurship. Depuis 2011, elle dirige Firstmed, une société qui propose des cours de premiers secours au grand public. Elle a également réalisé un livre-CD avec Henri Dès pour apprendre aux enfants, en musique, à mémoriser et composer le numéro d’urgence 144,.
Deux ans plus tard, en 2018, elle fait partie des lauréates du concours Femmes en vue de Vox Fémina.
En 2019, elle crée la société Baby & Kids Care qui développe une application de télémédecine nommée Que dit le pédiatre ?.

## Récompenses
- 2016 : « Femme entrepreneure de l’année » décerné par le Club de Femmes Entrepreneures[1],[7]
- 2019 : « Prix coup de cœur en télémédecine et santé numérique » décerné par la Société Française de Télémédecine[8]